# Публий Сервилий Каска Лонг
Публий Сервилий Каска Лонг (на латински: Publius Servilius Casca Longus) е римски политик от 1 век пр.н.е., познат преди всичко като един от заговорниците против Гай Юлий Цезар.
Брат е на Гай Сервилий Каска, също заговорник против Цезар.
Каска е един от първите атентатори, който наранява Цезар на Мартенските иди, на 15 март 44 пр.н.е. Следващата година през 43 пр.н.е. става народен трибун и трябва да напусне Рим, както всички убийци на Цезар. Служи през 42 пр.н.е. при Марк Юний Брут като легат на Изток. След битката при Филипи се самоубива.